# 토드 엘드레지

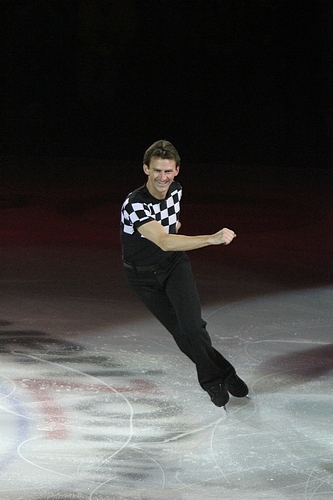
토드 엘드레지, 2010년

토드 제임스 엘드레지(Todd Eldredge, 1971년 8월 28일 ~ )는 미국의 피겨 스케이팅 선수이다. 그는 1996년 세계 선수권 대회에서 우승했다. 그는 동계 올림픽에 3번 출전했다.

## 생애 및 선수 경력
엘드레지는 5세때 스케이트를 배우기 시작했다. 그는 알베르빌 동계 올림픽에서 10위를 했고 1992년 세계 선수권 대회에서 7위를 했다. 현역에서 은퇴한후, 그는 얼음 위의 별을 여행했다.

## 개인 생활
엘드레지는 매사추세츠주 채텀에서 태어났다.